# Latsamy Keomany
Latsamy Keomany (laotisch ລັດສະໝີ ແກ້ວມະນີ; * 24. November 1963 in Vientiane, Laos) ist ein laotischer Diplomat.

## Leben
Keomany wurde am 24. November 1963 in Vientiane geboren. hat einen Master in internationalen Wirtschaftsbeziehungen des Staatlichen Moskauer Institut für Internationale Beziehungen und einen Master in Business Administration der University of Queensland, an der er von 1993 bis 1994 studierte. Von 1988 bis 1992 arbeitete er im Handelsministerium. Dann wechselte er ins Außenministerium. Dort war er von Mai 1994 bis 1999 Direktor in der Abteilung für internationale Kooperation und stellvertretender Generaldirektor der Abteilung von 2003 bis 2007. Von 2007 bis 2011 war er im Außenministerium Generaldirektor für Wirtschaftsbeziehungen. Zwischendurch war er von 1999 bis 2003 als stellvertretender Generaldirektor für internationale Beziehungen im Ministerium für Planung und Investitionen.
Seit 2011 diente Keomany als Ständiger Vertreter seines Landes bei ASEAN in Jakarta. Dies war er für insgesamt sieben Jahre, bis er 2018 ins Außenministerium zurückkehrte, wo er unter anderem Generaldirektor für die ASEAN-Abteilung wurde.
Im Juni 2021 wurde er zum Ständigen Vertreter bei den Vereinten Nationen in Genf und den anderen internationalen Organisationen ernannt. Am 13. Juli 2021 übergab er seine Dokumente an die Generaldirektorin des Büros der Vereinten Nationen, Tatjana Dmitrijewna Walowaja. So ist Keomany auch Ständiger Vertreter seines Landes bei der Welthandelsorganisation. In dieser Funktion übergab er am 13. Mai 2024 die Ratifikationsdokumente seines Landes für das Übereinkommen über Fischereisubventionen an die Generaldirektorin, Ngozi Okonjo-Iweala.